# Luiz Couto
Luiz Albuquerque Couto (Soledade, 13 de fevereiro de 1945), conhecido simplesmente por Luiz Couto, é um professor universitário, Sacerdote católico e político brasileiro, filiado ao Partido dos Trabalhadores (PT), foi secretário da Agricultura Familiar e do Desenvolvimento do Semiárido da Paraíba.. Durante sua carreira política já foi deputado estadual por dois mandatos e eleito cinco vezes deputado federal. Em 2018 se apresentou como candidato ao Senado Federal, pela Paraíba. No entanto, não conseguiu ser eleito e ficou em 3° lugar com 23,10% dos votos válidos. Nas eleições de 2022 voltou a se eleger Deputado Federal pelo Estado da Paraíba.

## Biografia
Filho de trabalhadores rurais sem terra, nasceu em Soledade, no Curimataú paraibano, mas mudou-se para João Pessoa em busca de melhores oportunidades para estudar. Formou-se em Filosofia pelo Seminário Regional do Nordeste e pela Universidade Federal da Paraíba (UFPB), entre os anos de 1966 e 1969, e em Teologia pelo Instituto de Teologia do Recife (Iter), entre 1973 e 1976. Entrou para o quadro docente da UFPB, onde chefiou o Departamento de Filosofia e foi diretor do Centro de Ciências Humanas, Letras e Artes da UFPB. Já lecionou Metodologia da Ciência, Lógica, Introdução à Filosofia, Ética, História da Filosofia, Filosofia da História, Filosofia Social e Política, e Antropologia Filosófica.
Em março de 2025, a UFPB aprovou a concessão do título de Doutor Honoris Causa a Luiz Couto, em reconhecimento à sua atuação em prol dos direitos humanos.

### Sacerdócio
Ordenou-se padre em 19 de dezembro de 1976. Identificado com a chamada Teologia da Libertação exerceu o Ministério sacerdotal nas paróquias Nossa Senhora das Neves e Sagrado Coração de Jesus na cidade de João Pessoa, tendo atuado ainda em diversas paróquias da capital paraibana e em cidades do interior da Paraíba, dentre as quais, Santa Rita, Pilar, Sapé, Gurinhém, Pedras de Fogo, São Miguel de Taipu, Salgado de São Félix e Itabaiana.

## Carreira Política
Filiado ao PT desde 1985 candidatou-se pela primeira vez 1994 como deputado estadual da Paraíba e foi eleito com 9.449 votos. e reeleito em 1998 com 11.849 votos. Em 1996 e 2000 concorreu, sem êxito, como candidato a prefeito de João Pessoa.
Em 2002 tenta uma vaga na Câmara Federal e é eleito deputado federal com 77.432 votos, sendo reeleito em 2006, com 83.742 votos, em 2010 foi pela terceira vez eleito com 95.555 súfragios e em 2014 obtendo 3.61% do eleitorado, foi pela quarta vez com 69.922 votos. Na Câmara Federal, como relator da CPI dos Grupos de Extermínio no Nordeste, recomendou em 2005 o indiciamento de cerca de 300 pessoas, entre políticos, juízes, policiais e promotores. Jurado de morte por grupos de extermínio, circula com proteção especial da Polícia Federal. Devido a sua atuação, foi relacionado entre os 20 melhores parlamentares da Câmara e se destaca no combate ao crime organizado, segundo o site Congresso em Foco.
Em 2018 tem o nome confirmado pelo PT para concorrer ao senado pela paraíba na coligação a força do trabalho mas não obtem a Vitória e fica na terceira colocação com 792.420 mil votos ou 23,10% do total.
Nas eleicões de 2022 Couto é eleito deputado Federal com 54.581 votos.